# Nova Zagora
Nova Zagora (in bulgaro Нова Загора?) è un comune bulgaro situato nella Regione di Sliven di 46 227 abitanti (dati 2009). La sede comunale è nella località omonima.

## Località
Il comune è formato dall'insieme delle seguenti località:
- Nova Zagora (sede comunale)
- Asenovec
- Banja
- Bjal kladenec
- Bogdanovo
- Brjastovo
- Cenino
- Djadovo
- Ezero
- Elenovo
- Kamenovo
- Karanovo
- Kon'ovo
- Korten
- Kriva kruša
- Ljubenec
- Ljubenova mahala
- Mlekarevo
- Naučene
- Novoselec
- Omarčevo
- Pet mogili
- Pitovo
- Polsko Pădarevo
- Prohorovo
- Radevo
- Radecki
- Săbrano
- Sădievo
- Sădijsko pole
- Sokol
- Stoil vojvoda
- Zagorci